# John Phillips (Sänger)

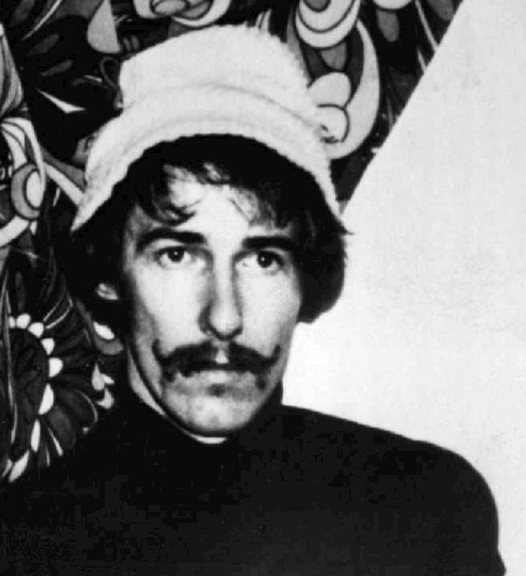
John Phillips (1967)

John Edmund Andrew Phillips (* 30. August 1935 in Parris Island, South Carolina; † 18. März 2001 in Los Angeles, Kalifornien) war ein US-amerikanischer Musiker und Komponist.

## Leben
John Phillips war als Papa John Mitbegründer der Gruppe The Mamas & the Papas. Für die Gruppe komponierte er Hits wie California Dreamin’, schrieb aber auch für andere, beispielsweise San Francisco für Scott McKenzie.  1961 bis 1963 bildeten John Phillips, Scott McKenzie und Dick Weissmann die Gruppe The Journeymen, von der bei Capitol drei LPs erschienen. 1967 war Phillips einer der Organisatoren des Monterey Pop Festivals.
Am 25. Januar 1970 erschien sein erstes Soloalbum, John Phillips (John, the Wolf King of L.A.), das jedoch nicht an die alten Erfolge der Mamas & Papas anknüpfen konnte. 1975 bekam Phillips den Auftrag, den Soundtrack für den Film Der Mann, der vom Himmel fiel von Nicolas Roeg zu komponieren. Die Beach Boys hatten mit dem von ihm mitkomponierten Lied Kokomo einen ihrer größten Hits, der auch Teil des Soundtracks des Films Cocktail war.
The Mamas & the Papas wurden 1998 in die Rock and Roll Hall of Fame aufgenommen. John Phillips starb im März 2001 65-jährig in Los Angeles an Herzversagen.

## Familie
John Phillips war mit Mick Jagger befreundet, dreimal verheiratet, zuerst von 1957 bis 1962 mit Susan Stuart Adams, danach von 1962 bis 1968 mit Michelle Phillips, Mitbegründerin und letztes noch lebendes Mitglied von The Mamas and The Papas. Er hatte aus diesen Ehen fünf Kinder. Seine Tochter Chynna Phillips war Anfang der 1990er Jahre gemeinsam mit den beiden Töchtern von Brian Wilson sehr erfolgreich mit der Musikgruppe Wilson Phillips. Seine Tochter Bijou Phillips ist als Schauspielerin und Sängerin bekannt. Seine Tochter Mackenzie Phillips, eine Schauspielerin, trat u. a. in American Graffiti (1973) und in The Party is over… Die Fortsetzung von American Graffiti (1979) auf. 
In ihrer 2009 veröffentlichten Autobiografie High on Arrival berichtet Mackenzie Phillips über ihre exzessiven Drogenerfahrungen und die Inzestbeziehung mit ihrem Vater John, die ab ihrem 20. Lebensjahr für zehn Jahre stattgefunden habe.

## Diskografie
Mit The Smoothies
- 1960: Softly / Joanie (Single)
- 1961: Lonely Boy and Pretty Girl / Ride, Ride, Ride (Single)

Mit The Journeymen
- 1961: The Journeymen (Album)
- 1962: Coming Attraction - Live! (Live-Album)
- 1963: New Directions in Folk Music (Album)

… sowie weiteren Singles

### Studioalben
| Jahr | Titel                        | Höchstplatzierung, Gesamtwochen, AuszeichnungChartsChartplatzierungen (Jahr, Titel, Platzierungen, Wochen, Auszeichnungen, Anmerkungen) | Anmerkungen                |
| Jahr | Titel                        | US | Anmerkungen                |
| ---- | ---------------------------- | --- | -------------------------- |
| 1970 | John, the Wolf King of L. A. | US181 (9 Wo.)US | Erstveröffentlichung: 1970 |

Weitere Veröffentlichungen:
- 2001: Pay Pack & Follow (unter Mitwirkung von Keith Richards und Ron Wood[7])
- 2001: Phillips 66
- 2007: Jack of Diamonds
- 2008: Pussycat
- 2009: Man on the Moon

Mit The New Mamas and Papas
- 2010: Many Mamas, Many Papas - John Phillips feat. Denny Doherty, Spanky McFarlane, MacKenzie Phillips & Scott McKenzie[8]

### Singles
| Jahr | Titel Album                             | Höchstplatzierung, Gesamtwochen, AuszeichnungChartsChartplatzierungen (Jahr, Titel, Album, Platzierungen, Wochen, Auszeichnungen, Anmerkungen) | Anmerkungen                    |
| Jahr | Titel Album                             | US | Anmerkungen                    |
| ---- | --------------------------------------- | --- | ------------------------------ |
| 1970 | Mississippi John, the Wolf King of L.A. | US32 (12 Wo.)US | Erstveröffentlichung: Mai 1970 |